# Legia Warszawa (koszykówka)
Legia Warszawa – polski męski klub koszykarski z siedzibą w Warszawie, utworzony w 1929 – jako sekcja koszykarska wielosekcyjnego Wojskowego Klubu Sportowego Legia Warszawa. Czołowa polska drużyna lat 50. i 60. XX wieku (m.in. 13 razy na podium mistrzostw kraju, zdobywca i finalista Pucharu Polski).

## Historia

### Powstanie sekcji
Sekcję koszykówki mężczyzn przy WKS Legia Warszawa utworzono w 1929 w ramach nowo powstałej sekcji gier sportowych. Pierwszy mecz drużyna koszykarska rozegrała 8 grudnia 1929 roku z Jutrznią, wygrany 31:5. Po pierwszym roku działalności zgłoszona do koszykarskiej B-klasy. Tam Legia zajmuje 3. miejsce i po zwycięstwie w meczu dodatkowym z Makabi (39:17), awansuje do A-klasy. Wyróżniającymi się graczami byli Koźmiński i Kunarowski. Rok po sekcji męskiej, powstała drużyna kobieca. Kobiety nie brały jednak udziału w Mistrzostwach Polski. Drużyny zawiesiły swoją działalność w 1937 roku

### Reaktywacja
Po zakończeniu II wojny światowej reaktywacja klubu nastąpiła wskutek działań kapitana Witolda Serwatowskiego. Podjął się organizacji struktur sekcji, które następnie zostały zatwierdzone przez zarząd klubu. Kadrę zawodniczą stanowili uczniowie Gimnazjum imienia Stefana Batorego. Drużyna zwyciężyła w mistrzostwach szkół średnich i w tym samym roku wywalczyła awans do klasy B. W 1948 i 1949 Legia bezskutecznie rywalizowała o awans do A klasy, przegrywając z Wedlowskim Rywalem i Polonią Warszawa. Najlepszymi zawodnikami w drużynie byli Janusz Majewski i Tomasz Kostowski. Przez krótki okres w Legii grał Sławomir Złotek-Złotkiewicz, późniejszy reprezentant Polski. Wojskowi trenowali w sali YMCA przy ul. Konopnickiej, a pierwszym trenerem zespołu został w 1949 Jan Dierżko.

### Lata 50. XX wieku
W 1951 sekcja została przemianowana na Centralny Wojskowy Klub Sportowy. W tym okresie trzon zespołu tworzyli Leszek Kamiński, Ryszard Żochowski, Stefan Majer, Wł. Buczek, Wiesław Szor, bracia M. i Z. Popławscy, a nieco później doszli Marian Golimowski, K. Lubelski, Witczewski i Zdzisław Niedziela. Występujący na pozycji centra, Kamiński jako pierwszy koszykarz w Polsce zdobywał punkty wsadem do kosza. Pierwszy sukces Legia osiągnęła na I Ogólnopolskiej Spartakiadzie Zrzeszeń w Warszawie, gdzie zajęła czwarte miejsce. Dzięki temu sukcesowi, a przede wszystkim uchwale Biura Politycznego KC PZPR o roli sportu wyczynowego w ówczesnym Ludowym Wojsku Polskim w 1952, CWKS jako pierwsza drużyna w kraju uzyskuje „dziką kartę” i zostaje dopuszczony do rozgrywek ligowych, w których zajmuje trzecie miejsce. Wojskowi docierają również do finału Pucharu Polski, w którym ulegają Wiśle Kraków po dogrywce 35:33. Przed nowym sezonem funkcję trenera obejmuje Tadeusz Ulatowski, a drużyna została wzmocniona reprezentantami Polski Z. Kwapiszem, Maciejewskim, Jędrzejem Bednarowiczem, Jabłońskim i Poburką. CWKS zakończył rozgrywki z tytułem wicemistrzowskim. W 1954 podczas II Ogólnopolskiej Spartakiady Legia zajmuje trzecie miejsce. W tym roku do klubu dołączają Władysław Pawlak i wychowanek Andrzej Pstrokoński, którzy później stali się najlepszymi graczami CWKS. W 1955 zespół ponownie zdobywa wicemistrzostwo. W 1956 CWKS zdobywa mistrzostwo Polski, a podstawowymi zawodnikami są Pawlak, Kamiński, Apenhaimer, Żochowski, Pstrokoński, Majer, Buczak, Golimowski, Popławski i Lubelski. Legioniści zdobyli brązowe medale Pucharu Polski. W kolejnym sezonie Wojskowi ponownie sięgają po tytuł mistrzów Polski oraz osiągają finał Pucharu Polski, w którym ulegają Śląskowi Wrocław. W drugiej serii spotkań o miejsca 1-6 do wyłonienia zwycięzcy w meczu ŁKS Łódź – Legia Warszawa potrzebne było rozegranie pięciu dogrywek. Ostatecznie wygrał ŁKS 77:75. W 1958 Legia zakończyła rozgrywki na drugim miejscu, z tytułem wicemistrza Polski. W tym samym roku Legioniści, jako pierwszy zespół z Polski, wzięli udział w rozgrywkach Pucharu Europy Mistrzów Krajowych. W 1/8 finału zmierzyli się z fińskim Pantterit Helsinki. W meczu rozegranym 19 marca w Helsinkach wygrali gospodarze 64:62. W spotkaniu rewanżowym, które odbyło się 5 kwietnia w Warszawie, przy obecności 600 widzów (komplet), wygrała Legia 71-67. W ćwierćfinale Wojskowi trafili na mistrza ZSRR Sportklub Ryga. Pierwsze spotkanie rozegrano 3 maja na Łotwie i wygrała drużyna z Rygi 93:59. Rewanż odbył się 9 czerwca, a z powodu dużego zainteresowania kibiców, rozegrano go na Torwarze. Legia sprawiła sensację i wygrała 63:61, ale odpadła z dalszych rozgrywek. Od początku lat 50. do zakończenia sezonu 1971/1972 drużyna nieprzerwanie występowała w ekstraklasie (wówczas pod nazwą 1 liga), odnosząc jednocześnie spore sukcesy w Pucharze Polski i na arenie międzynarodowej – w europejskich pucharach (Pucharze Europy Mistrzów Krajowych i Pucharze Europy Zdobywców Pucharów). W tym czasie „Wojskowi” 13-krotnie stawali na podium mistrzostw Polski, 7 razy okazując się najlepszymi w kraju (były to zarazem jedyne triumfy koszykarzy Legii w historii).

### Lata 70. XX wieku
W sezonie 1971/1972 zespół zajął swe najgorsze miejsce w najwyższej klasie rozgrywkowej, spadając tym samym po raz pierwszy do ówczesnej II ligi. Banicja na tym szczeblu trwała rok i od edycji 1973/1974 do sezonu 1985/1986 Legia ponownie walczyła w gronie czołowych krajowych ekip koszykarskich. Poważniejszy kryzys zaczął się w 1986. Co prawda po roku drużyna ponownie wróciła do ekstraklasy, jednak od tego momentu zaczęto ograniczać środki finansowe na sekcję.

### Kryzys w sekcji
W sezonie 1990/1991 „Zieloni Kanonierzy” zajęli 12. miejsce i – jak się później okazało na równo dekadę – opuścili szeregi ekstraklasy. Dodatkowo w 1996 spadli do III ligi. W edycji 1996/1997 – głównie za sprawą grupy zapaleńców – udało się wygrzebać sekcję z dna, a oparty na wychowankach zespół wywalczył promocję na zaplecze PLK.

### Powrót do Ekstraklasy
W 1998 sekcja pozyskała możnego sponsora – stołeczne Browary Warszawskie, a marka ich głównego piwa Królewskie stała się jednym z członów nazwy klubu. Mając zapewnione środki finansowe i skompletowaną solidną kadrę zawodniczą zaczęto rozważać możliwość awansu do PLK, a dodatkowo we wrześniu 1998 sprowadzono pierwszego w historii sekcji Afrykanina – Senegalczyka Aziza Abdula Secka. W fazie zasadniczej sezonu 1998/1999 drużyna radziła sobie świetnie, jednak runda play-off przyniosła półfinałową porażkę z Kujawiakiem Włocławek i marzenia o wejściu do ligi zawodowej trzeba było odłożyć na kolejny sezon. Cel ten udało się osiągnąć po edycji 1999/2000, jednak w najwyższej klasie „Legioniści” spędzili zaledwie trzy sezony.

### Ponowny upadek
Po 2002/2003 spadli oni do I, a rok później do II ligi. Od sezonu 2010/2011 Legia występowała przez 2 sezony w III lidze. 14 stycznia 2012 roku przed ligowym meczem z AZS Uniwersytet Warszawski do Galerii Sław Koszykarskiej Legii jako pierwszy koszykarz został włączony Andrzej Pstrokoński.

### Ponowny powrót do Ekstraklasy
W sezonie 2011/2012 Legia awansowała do II ligi, w której spędziła kolejne 2 sezony. Następnie w sezonie 2014/2015, po raz pierwszy po 10 latach przerwy stołeczna drużyna zagrała  w I lidze. Od sezonu 2017/18 koszykarze Legii Warszawa występują w Energa Basket Lidze. 18 lutego 2024 roku Legia Warszawa zdobyła drugi w swojej historii koszykarski Puchar Polski pokonując w finale Stal Ostrów Wielkopolski (94:71). W 2025 roku Zieloni Kanonierzy po rozegraniu siedmiu spotkań w finale Orlen Basket Ligi pokonali 4:3 PGE Start Lublin i sięgnęli po mistrzostwo Polski. 

## Sukcesy
- Mistrzostwa Polski:
  - 1. miejsce (8): 1956, 1957, 1960, 1961, 1963, 1966, 1969, 2025
  - 2. miejsce (5): 1953, 1955, 1958, 1968, 2022
  - 3. miejsce (2): 1952, 1962
- Puchar Polski:
  - Złoty medal (3): 1968, 1970, 2024
  - Srebrny medal (5): 1952, 1957, 1959, 1972, 1981
  - Brązowy medal (1): 1956
- Mistrzostwa Polski Juniorów:
  - 1. miejsce (1): 2000
  - 2. miejsce (2): 1962, 1976
  - 3. miejsce (5): 1964, 1968, 1982, 1990, 2009

## Rozgrywki międzynarodowe
- Puchar Europy Zdobywców Pucharów
  - TOP 8 (1/4 finału): 1969, 1971
- Puchar Europy Mistrzów Krajowych
  - TOP 8 (1/4 finału): 1958, 1961, 1962, 1964
  - TOP 16: 1967, 1968, 1970
- North European Basketball League
  - faza grupowa rozgrywek: 2024/2025

## Obecny skład
Stan na 18 grudzień 2024, na podstawie.
| Nr | Poz. | Nar.              | Nazwisko i imię      | Data urodzenia | Wzrost | Masa ciała |
| -- | ---- | ----------------- | -------------------- | -------------- | ------ | ---------- |
| 0  | SG   | Stany Zjednoczone | McGusty, Kameron     | 1997.09.09     | 197 cm |            |
| 15 | PF   | Łotwa             | Silins, Ojars        | 1993.07.20     | 201 cm |            |
| 10 | C    | Chorwacja         | Vucic, Mate          | 1997.11.11     | 206 cm |            |
| 23 | SF   | Polska            | Kolenda, Michal      | 1997.03.31     | 202 cm |            |
| 3  | SG   | Polska            | Pluta, Andrzej       | 2000.06.03     | 190 cm |            |
| 4  | PG   | Polska            | Wielunski, Marcin    | 1996.03.27     | 197 cm |            |
| 25 | F    | Polska            | Grudzinski, Dominik  | 1998.02.04     | 204 cm |            |
| 32 | G/F  | Polska            | Wilczek, Maksymilian | 2004.06.13     | 197 cm |            |

Trener:  Heiko Rannula
 Asystenci: Maciej Jamrozik

## Poszczególne sezony
Wyniki ze wszystkich sezonów Legii Warszawa
- połowa 1928: Powstanie klubu
- 1930: 3. miejsce w Klasie B (awans)
- 1931: 4. miejsce w Klasie A
- 1932:?. miejsce w Klasie A
- 1933:?. miejsce w Klasie A
- 1934:?. miejsce w Klasie A
- 1935: 5. miejsce w Klasie A
- 1936:?. miejsce w Klasie A
- 1937:?. miejsce w Klasie A (spadek)
- 1938:?. miejsce w Klasie B
- 1939:?. miejsce w Klasie B
- 1940-45: Rozgrywki zawieszone z powodu II wojny światowej
- 1947: Reaktywacja klubu, ?. miejsce w klasie C (awans)
- 1948: 2. miejsce w Klasie B
- 1949: 2. miejsce w Klasie B
- 1950: ?. miejsce w klasie B
- 1951: Legia uzyskuje „dziką kartę” na grę w I lidze
- 1951/1952: 3. miejsce w I lidze. Finał Pucharu Polski
- 1952/1953: 2. miejsce w I lidze
- 1953/1954: 5. miejsce w I lidze
- 1954/1955: 2. miejsce w I lidze
- 1955/1956: Mistrzostwo Polski. 3. miejsce w Pucharze Polski
- 1956/1957: Mistrzostwo Polski. Finał Pucharu Polski
- 1957/1958: 2. miejsce w I lidze. Ćwierćfinał Pucharu Europy
- 1958/1959: 7. miejsce w I lidze. Finał Pucharu Polski
- 1959/1960: Mistrzostwo Polski
- 1960/1961: Mistrzostwo Polski. Ćwierćfinał Pucharu Europy
- 1961/1962: 3. miejsce w I lidze. Ćwierćfinał Pucharu Europy
- 1962/1963: Mistrzostwo Polski
- 1963/1964: 5. miejsce w I lidze. Ćwierćfinał Pucharu Europy
- 1964/1965: 4. miejsce w I lidze
- 1965/1966: Mistrzostwo Polski
- 1966/1967: 4. miejsce w I lidze. 1 runda Pucharu Europy
- 1967/1968: 2. miejsce w I lidze. Puchar Polski
- 1968/1969: Mistrzostwo Polski. Ćwierćfinał Pucharu Zdobywców Pucharów
- 1969/1970: 7. miejsce w I lidze. Puchar Polski. 1 runda Pucharu Europy
- 1970/1971: 8. miejsce w I lidze. Półfinał Pucharu Zdobywców Pucharów
- 1971/1972: 9. miejsce w I lidze (spadek). Finał Pucharu Polski
- 1972/1973: 1. miejsce w II lidze (awans)
- 1973/1974: 4. miejsce w I lidze
- 1974/1975: 11. miejsce w I lidze (spadek)
- 1975/1976: 3. miejsce w II lidze
- 1976/1977: 3. miejsce w II lidze
- 1977/1978: 1. miejsce w II lidze (awans)
- 1978/1979: 8. miejsce w I lidze
- 1979/1980: 6. miejsce w I lidze
- 1980/1981: 7. miejsce w I lidze. Finał Pucharu Polski
- 1981/1982: 8. miejsce w I lidze
- 1982/1983: 8. miejsce w I lidze
- 1983/1984: 7. miejsce w I lidze
- 1984/1985: 5. miejsce w I lidze
- 1985/1986: 11. miejsce w I lidze (spadek)
- 1986/1987: 1. miejsce w II lidze (awans)
- 1987/1988: 10. miejsce w I lidze
- 1988/1989: 5. miejsce w I lidze
- 1989/1990: 10. miejsce w I lidze
- 1990/1991: 12. miejsce w I lidze (spadek)
- 1991/1992: 9. miejsce w II lidze
- 1992/1993: 3. miejsce w II lidze
- 1993/1994: 6. miejsce w II lidze
- 1994/1995: 8. miejsce w II lidze
- 1995/1996: 12. miejsce w I lidze (spadek)
- 1996/1997: 2. miejsce w II lidze (awans)
- 1997/1998: 7. miejsce w I lidze
- 1998/1999: 3. miejsce w I lidze
- 1999/2000: 1. miejsce w I lidze (awans)
- 2000/2001: 11. miejsce w Ekstraklasie
- 2001/2002: 7. miejsce w Ekstraklasie
- 2002/2003: 12. miejsce w Ekstraklasie (spadek)
- 2003/2004: 8. miejsce w I lidze (spadek)
- 2004/2005: 14. miejsce w II lidze
- 2005/2006: 10. miejsce w II lidze
- 2006/2007: 3. miejsce w II lidze
- 2007/2008: 12. miejsce w II lidze
- 2008/2009: 13. miejsce w II lidze
- 2009/2010: 14. miejsce w II lidze (spadek)
- 2010/2011: 1. miejsce w III lidze
- 2011/2012: 1. miejsce w III lidze (awans)
- 2012/2013: 2. miejsce w II lidze
- 2013/2014: 1. miejsce w II lidze (awans)
- 2014/2015: 4. miejsce w I lidze
- 2015/2016: 2. miejsce w I lidze
- 2016/2017: 1. miejsce w I lidze (awans)
- 2017/2018: 16. miejsce w Ekstraklasie
- 2018/2019: 8. miejsce w Ekstraklasie
- 2019/2020: 14. miejsce w Ekstraklasie
- 2020/2021: 4. miejsce w Ekstraklasie
- 2021/2022: 2. miejsce w Ekstraklasie
- 2022/2023: 4. miejsce w Ekstraklasie
- 2023/2024: 5. miejsce w Ekstraklasie. Zdobywca Pucharu Polski 2024
- 2024/2025: Mistrzostwo Polski

- Do 1995 najważniejszą klasę rozgrywkową koszykówki mężczyzn określano mianem I ligi polskiej.

### Dotychczasowe nazwy
- WKS Legia Warszawa (1929 – 1939), (1947 – 1949),
- CWKS Legia Warszawa (1951 – 1998),
- Legia Królewskie Warszawa (1998 – 2003),
- CWKS Legia Warszawa (2003 – 02.04.2008),
- Stowarzyszenie Koszykówki Legia Warszawa (03.04.2008 – 12.03.2009)
- Unibet Legia Warszawa (od 13.03.2009)[21]

## Nagrody i wyróżnienia indywidualne
| I skład PLK - Jacek Łączyński (1991) | I skład I ligi - Marcel Wilczek (2015) |

## Zestawienie obcokrajowców
Stan na 12 listopada 2019.
| Zawodnik                  | Data urodzenia | Wzrost | Pozycja            | Sezony               | M  | Pkt |
| ------------------------- | -------------- | ------ | ------------------ | -------------------- | -- | --- |
| Aleksandr Salnikow        | 1950-?-?       | 196 cm | Skrzydłowy         | 1990/1991            | 23 | 156 |
| Oleg Połosin              | 1960-08-08     | 209 cm | Center             | 1991/1992            | 1  | 8   |
| Michaił Diaczenko         | ?-?-?          | ? cm   | ?                  | 1991/1992            | 2  | 13  |
| Aziz Abdul Seck           | 1971-?-?       | 202 cm | Skrzydłowy         | 1998/1999            | 33 | 291 |
| James Douglas             | 1974-?-?       | 195 cm | Skrzydłowy         | 1998/1999            | 1  | 8   |
| Jeff Chambers             | 1971-?-?       | 201 cm | Skrzydłowy/Center  | 1998/1999            | 18 | 254 |
| Momo Potpara              | 1971-?-?       | 207 cm | Center             | 1999/2000            | 23 | 173 |
| Joseph Bernard Reafsnyder | 1973-?-?       | 207 cm | Center             | 1999/2000, 2000/2001 | 33 | 449 |
| Ron Draper                | 1967-07-08     | 205 cm | Center             | 2000/2001            | 31 | 395 |
| Aleksander Wierenicz      | 1971-?-?       | 203 cm | Skrzydłowy         | 2000/2001            | 6  | 46  |
| Mike Robinson             | 1976-?-?       | 198 cm | Skrzydłowy         | 2000/2001            | 3  | 29  |
| Martynas Purlys           | 1971-?-?       | 193 cm | Obrońca            | 2000/2001            | 38 | 265 |
| Jerry Hester              | 1975-07-18     | 196 cm | Obrońca/Skrzydłowy | 2000/2001            | 24 | 417 |
| Nenad Trunić              | 1968-?-?       | 185 cm | Obrońca            | 2000/2001            | 16 | 95  |
| Arnas Kazlauskas          | 1976-03-11     | 204 cm | Skrzydłowy         | 2001/2002            | 40 | 424 |
| Tomas Pačėsas             | 1971-11-11     | 190 cm | Rozgrywający       | 2001/2002            | 12 | 200 |
| Kenroy Jarret             | 1976-?-?       | 181 cm | Obrońca            | 2001/2002            | 12 | 92  |
| Marcus Williams           | 1975-?-?       | 191 cm | Obrońca            | 2001/2002            | 27 | 521 |
| Aleksiej Karwanien        | 1974-?-?       | 200 cm | Skrzydłowy         | 2001/2002            | 27 | 160 |
| Darius Beard              | 1978-?-?       | 208 cm | Center             | 2001/2002            | 1  | 0   |
| Gintaras Stulga           | 1973-02-21     | 211 cm | Center             | 2001/2002            | 13 | 41  |
| Lee Wilson                | 1975-01-31     | 208 cm | Center             | 2001/2002            | 22 | 149 |
| Andrzej Sinielnikow       | 1969-08-15     | 191 cm | Obrońca            | 2001–2004            | 90 | 746 |
| Rob Hodgson               | 1974-?-?       | 199 cm | Skrzydłowy         | 2002/2003            | 10 | 109 |
| Anthony Beane             | 1994-05-6      | 188 cm | Obrońca            | 2017/2018            | 20 | 447 |
| Jorge Bilbao              | 1995-06-27     | 205 cm | F/C                | 2017/2018, 2019      | 20 | 68  |
| Chauncey Collins          | 1995-01-17     | 183 cm | Obrońca            | 2017/2018            | 13 | 167 |
| Hunter Mickelson          | 1992-03-5      | 208 cm | Center             | 2017/2018            | 28 | 323 |
| Jobi Wall                 | 1989-09-12     | 198 cm | Skrzydłowy         | 2017/2018            | 32 | 278 |
| Andrejs Šeļakovs          | 1988-11-8      | 210 cm | Center             | 2017/2018            | 8  | 16  |
| Naadir Tharpe             | 1991-07-23     | 182 cm | Obrońca            | 2017/2018            | 11 | 103 |
| Isaiah Wilkerson          | 1990-11-13     | 191 cm | Obrońca            | 2017/2018            | 5  | 55  |
| Keanu Pinder              | 1995-05-28     | 206 cm | Skrzydłowy         | od 2018              | 35 | 232 |
| Drew Brandon              | 1992-05-11     | 193 cm | Obrońca            | od 2019              | 7  | 59  |
| Romaric Belemene          | 1997-02-19     | 202 cm | Skrzydłowy         | od 2019              | 6  | 43  |
| Michael Finke             | 1996-04-26     | 208 cm | Skrzydłowy         | od 2019              | 7  | 100 |
| A.J. English              | 1992-07-10     | 192 cm | Obrońca            | od 2019              |    |     |

## Zestawienie dotychczasowych trenerów
| Lp. | Imię i nazwisko       | Okres urzędowania | Okres urzędowania |
| --- | --------------------- | ----------------- | ----------------- |
| 1.  | Jan Dierżko           | 1949              | 1952              |
| 2.  | Tadeusz Ulatowski     | 1952              | 1959              |
| 3.  | Władysław Maleszewski | 1959              | 1967              |
| 4.  | Stefan Majer          | 1967              | 1972              |
| 5.  | Andrzej Pstrokoński   | 1972              | 1975              |
| 6.  | Władysław Pawlak      | 1975              | 1981              |
| 7.  | Stefan Majer          | 1981              | 1982              |
| 8.  | Adam Wielgosz         | 1982              | 1984              |
| 9.  | Ryszard Pietruszak    | 1984              | 1986              |
| 10. | Jan Kwasiborski       | 1986              | 1988              |
| 11. | Marek Jabłoński       | 1988              | 1990              |
| 12. | Adam Wielgosz         | 1990              | 1991              |
| 13. | Aleksandr Salnikow    | 1991              | 1992              |
| 14. | Jan Kwasiborski       | 1992              | 1996              |

| Lp. | Imię i nazwisko   | Okres urzędowania | Okres urzędowania |
| --- | ----------------- | ----------------- | ----------------- |
| 15. | Robert Chabelski  | 1996              | 1998              |
| 16. | Marek Jabłoński   | 1998              | 2001              |
| 17. | Jacek Gembal      | 2001              | 2004              |
| 18. | Jacek Łączyński   | 2004              | 2004              |
| 19. | Robert Chabelski  | 2004              | 2006              |
| 20. | Michał Spychała   | 2006              | 2007              |
| 21. | Robert Chabelski  | 2007              | 2009              |
| 22. | Robert Pacocha    | 2009              | 2010              |
| 23. | Robert Chabelski  | 2010              | 2012              |
| 24. | Piotr Bakun       | 2012              | 2015              |
| 25. | Michał Spychała   | 2015              | 2016              |
| 26. | Piotr Bakun       | 2016              | 2017              |
| 27. | Tane Spasev       | 2017              | 2020              |
| 28. | Wojciech Kamiński | 2020              | 2024              |
| 29. | Marek Popiołek    | 2024              | 2024              |
| 30. | Ivica Skelina     | 2024              | 2025              |
| 31. | Heiko Rannula     | 2025              |                   |

## Składy historyczne
| Nr | Poz. | Nar.   | Nazwisko i imię       | Data urodzenia | Wzrost | Masa ciała |
| -- | ---- | ------ | --------------------- | -------------- | ------ | ---------- |
| 12 | C/F  | Polska | Bojko, Bartłomiej     | 1992-04-28     | 200 cm | 104 kg     |
| 10 | C    | Polska | Cechniak, Damian      | 1993-10-08     | 208 cm |            |
| 6  | PG   | Polska | Holnicki-Szulc, Rafał | 1989-11-25     | 186 cm |            |
| 17 | PF   | Polska | Jaworski, Przemysław  | 1992-06-14     | 200 cm |            |
| 14 | F    | Polska | Kobus, Arkadiusz      | 1986-12-06     | 197 cm | 91 kg      |
| 9  | C    | Polska | Koźluk, Krystian      | 1994-09-08     | 205 cm |            |
| 30 | G/F  | Polska | Motel, Mikołaj        | 1994-04-04     | 192 cm |            |
| 8  | SG   | Polska | Ornoch, Bartłomiej    | 1995-03-20     | 193 cm |            |
| 21 | G    | Polska | Paszkiewicz, Andrzej  | 1979-05-16     | 180 cm |            |
| 4  | PG   | Polska | Piesio, Rafał         | 1992-04-14     | 178 cm |            |
| 7  | SG   | Polska | Podobas, Paweł        | 1986-03-03     | 194 cm |            |
| 15 | SF   | Polska | Świderski, Michał     | 1987-02-12     | 194 cm |            |
| 24 | PF   | Polska | Zapert, Damian        | 1984-04-09     | 196 cm |            |

Trener:  Piotr Bakun
 Asystenci: Robert Chabelski

## Statystyki

### Rekordy indywidualne
| Najwięcej występów w Legii | Najwięcej występów w Legii | Najwięcej występów w Legii |
| Lp.                        | Zawodnik                   | Mecze                      |
| -------------------------- | -------------------------- | -------------------------- |
| 1.                         | Andrzej Pstrokoński        | 247                        |
| 2.                         | Mariusz Bielecki           | 222                        |
| 3.                         | Marcin Michalski           | 220                        |
| 4.                         | Michał Exner               | 215                        |
| 5.                         | Kamil Sulima               | 202                        |
| 6.                         | Krzysztof Ogrodowczyk      | 201                        |
| 7.                         | Robert Basiewicz           | 200                        |
| 8.                         | Marek Sobczyński           | 185                        |
| 9.                         | Andrzej Wojdak             | 177                        |
| 10.                        | Robert Chabelski           | 173                        |

| Najwięcej punktów w Legii | Najwięcej punktów w Legii | Najwięcej punktów w Legii |
| Lp.                       | Zawodnik                  | Punkty                    |
| ------------------------- | ------------------------- | ------------------------- |
| 1.                        | Andrzej Pstrokoński       | 3891                      |
| 2.                        | Marek Sobczyński          | 3213                      |
| 3.                        | Jan Kwasiborski           | 2976                      |
| 4.                        | Michał Exner              | 2923                      |
| 5.                        | Janusz Wichowski          | 2831                      |
| 6.                        | Jan Dolczewski            | 2699                      |
| 7.                        | Władysław Pawlak          | 2533                      |
| 8.                        | Kamil Sulima              | 2485                      |
| 9.                        | Krzysztof Ogrodowczyk     | 2423                      |
| 10.                       | Andrzej Wojdak            | 2269                      |

Królowie strzelców ligi polskiej w barwach klubu
| Sezon     | Zawodnik         | Punkty |
| --------- | ---------------- | ------ |
| 1963/1964 | Janusz Wichowski | 593    |
| 2017/2018 | Anthony Beane    | 447    |

## Sponsoring
W sezonie 2018/19 jednym ze sponsorów koszykarskiej Legii Warszawa był Totolotek, którego logo można było zobaczyć na koszulkach zawodników. Jednak od sezonu 2019/20 ta sytuacja się zmieniła, ponieważ bukmacherem sponsorującym klub została Fortuna. Według umowy logotyp bukmachera pojawi się na koszulkach zawodników, a także na bandach LED i w formie naklejek na parkiecie.